# Samba Dia
Pour les articles homonymes, voir Dia.
Samba Dia, né le 22 janvier 1984 à Waly, en Mauritanie, est un joueur français d'origine mauritanienne de basket-ball. Il évolue au poste d'ailier fort. 